# Jan Zieliński
Jan Zieliński (født 16. november 1996 i Warszawa, Polen) er en professionel tennisspiller fra Polen.